# Коутинью, Эдуарду
Эдуарду Коутинью (порт. Eduardo Coutinho; 11 мая 1933, Сан-Паулу — 2 февраля 2014, Рио-де-Жанейро) — бразильский кинорежиссёр и сценарист, лауреат Берлинского кинофестиваля (1985).

## Биография
Эдуарду Коутинью родился 11 мая 1933 года в городе Сан-Паулу.
Учился кинематографии в парижском Institut des hautes études cinématographiques. Работал кинорежиссёром-документалистом и сценаристом. В 1967 году на Берлинском кинофестивале был представлен его фильм «Азбука любви».
Среди самых известных его работ, как сценариста — фильм «Дона Флор и два её мужа» (1976).
Вышедший в 1985 году документальный фильм Коутинью Двадцать лет спустя (англ. Twenty Years Later) об убийстве крестьянского лидера João Pedro Teixeira получил приз ФИПРЕССИ на Берлинском кинофестивале.
2 февраля 2014 года был обнаружен мёртвым с ножевыми ранениями, была также ранена его жена. По подозрению в убийстве арестован его сын, страдающий шизофренией.

## Фильмы
- As Cançoes (2011)
- Moscow (2009)
- Playing (2007)
- O Fim e o Princípio (2005)
- Peões (2004)
- Edifício Master (2002)
- Babilônia 2000 (1999)
- The Mighty Spirit (1999)
- Boca de Lixo (1993)
- O Fio da Memória (1991)
- Santa Marta - Duas Semanas no Morro (1987)
- Двадцать лет спустя (1985)
- Exu, Uma Tragédia Sertaneja (1979)
- Faustão (1971)
- The Man Who Bought the World (1968)
- El ABC del amor (1967) (segment «Pacto, O»)